# Нефотохимическое тушение
Нефотохимическое тушение — механизм защиты фотосинтетического аппарата от света высокой интенсивности, используемый растениями и водорослями. Суть процесса заключается в поглощении избыточной энергии (тушении) синглетного возбужденного хлорофилла молекулой-акцептором с последующим переходом этой молекулы в основное энергетическое состояние при помощи усиленной внутренней конверсии. Благодаря внутренней конверсии избыточная энергия возбуждения рассеивается в виде тепла, то есть расходуется на молекулярные колебания (безызлучательный переход). Нефотохимическое тушение есть почти у всех фотосинтезирующих эукариот (водорослей и растений) и цианобактерий. Оно помогает регулировать и защищать фотосинтетический аппарат в условиях, когда поглощается больше света, чем может быть непосредственно использовано в фотосинтезе.

## Процесс

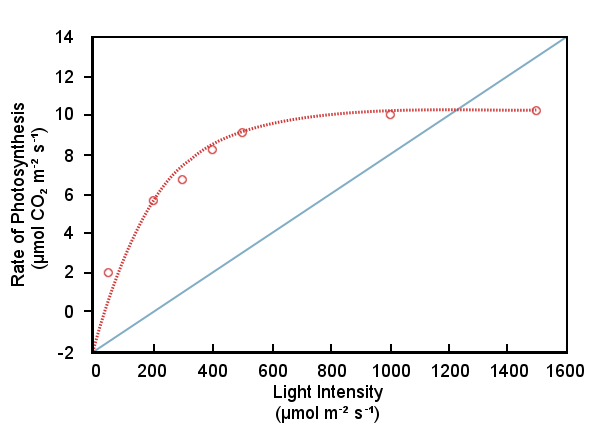
Ассимиляция углерода (красная линия) имеет тенденцию к насыщению при высоких интенсивностях света, в то время как поглощение света (синяя линия) линейно возрастает.

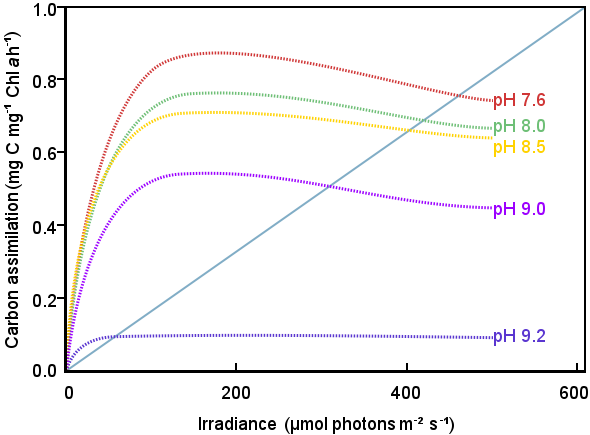
Связь между интенсивностью излучения и ассимиляцией углерода для монокультуры из планктона Woloszynskia halophila при различных рН.

Когда молекула хлорофилла поглощает свет, она переходит из основного состояния S0 в первое синглетное возбуждённое состояния или S1. Энергия возбуждённого состояния может расходоваться тремя путями:
1. Перенос на другую молекулу хлорофилла путём Фёрстерского резонансного переноса. Энергия возбуждения через цепь промежуточных хлорофиллов переходит на главные пигменты (П680 или П700) реакционного центра фотосистемы I или фотосистемы II, где используется для первичного разделения зарядов (фотохимическое тушение).
2. Молекула может вернуться из возбуждённого в основное состояние, испустив энергию в виде тепла (нефотохимическое тушение).
3. Молекула может вернуться из возбуждённого в основное состояние излучательным способом, испустив фотон (флуоресценция).

При высоких интенсивностях света происходит насыщение реакционных центров, так что не весь поглощенный свет может быть использован для фотосинтетической фиксации СО2, избыточная энергия приводит к деструкции фотосинтетического аппарата под действием активных форм кислорода. По этой причине светособирающие системы обладают особыми механизмами для рассеивания избытка энергии возбуждения. Этот избыток энергии приводит к увеличению времени жизни синглетного возбужденного состояния хлорофилла, что увеличивает вероятность появления долгоживущих триплетных состояний хлорофилла путём интеркомбинационной конверсии. Триплетный хлорофилл — мощный фотосенсибилизатор, который передаёт энергию возбуждения на молекулярный кислород с образованием синглетного кислорода, который может вызывать окислительное повреждение пигментов, липидов и белков фотосинтетического аппарата и тилакоидной мембраны. Для борьбы с этой проблемой и служит фотозащитный механизм известный, как нефотохимическое тушение, которое опирается на преобразования избыточной энергии возбуждения в тепло. В условиях повышенного освещения нарастает концентрация протонов в люмене хлоропласта, что приводит к протонированию белков светособирающих комплексов. Происходят конформационные изменения светособирающих белков фотосистемы II, ведущие к переориентации их хлорофиллов и снижению эффективности миграции энергии. Под действием этих конформационных перестроек некоторые из этих белков начинают активно связывать зеаксантин, в результате чего образуются «комплексы тушения». Происходит перестройка и изменения структуры макромолекулярных комплексов фотосистем, важная роль в этом процессе принадлежит субъединице PsbS фотосистемы II. Закисление люмена также стимулирует ферментативное преобразованием каротиноида виолоксантин в зеаксантин (так называемый ксантофилловый цикл).

## Измерение нефотохимического тушения
Нефотохимическое тушение измеряется по затуханию флуоресценции хлорофилла. Для этого используют яркий световой импульс, чтобы временно насытить фотохимическое тушение, тем самым нивелируя его вклад в общее наблюдаемое тушение. Во время импульса из-за отсутствия фотохимического тушения, флуоресценции достигает максимального уровня, называемого максимум флуоресценции или {\displaystyle F_{m}}.